# Carlia jarnoldae
Carlia jarnoldae — вид сцинкоподібних ящірок родини сцинкових (Scincidae). Ендемік Австралії.

## Поширення і екологія
Carlia jarnoldae мешкають на північному сході штату Квінсленд, на північ від Коллінсвіля. Вони живуть в сухих склерофітних лісах і саванах, серед кам'янистого ґрунту і скельних виступів.